# فلایت رادار ۲۴
فلایت رادار ۲۴ (به انگلیسی: Flightradar24) نام وبگاه اینترنتی سوئدی است که موقعیت پروازهای مسافربری را به صورت زنده و بر روی نقشه نمایش می‌دهد. این وبگاه می‌تواند در هر لحظه شتاب، بلندی، و جایگاه هواگردها را برای بینندگان نمایان سازد. وبسایت فلایت رادار ۲۴ از به نمایش گذاشتن اطلاعات پرواز هواپیماهای نظامی همه کشورها خودداری می‌کند. از راه این سامانه راداری کاربران می‌توانند تنها از اطلاعات پروازهای تجاری و خدماتی آگاهی یابند. این سایت همچنین برنامه آی‌اواس و اندروید هم دارد.

## تاریخچه
این وبگاه در سال ۲۰۰۶ میلادی توسط ۲ نفر فنلاندی علاقه‌مند حوزهٔ هوانوردی برای اروپای شمالی و مرکزی تأسیس شد.

## امنیت
این وبگاه، برای امنیت و حریم شخصی، اطلاعات برخی هواگردها را نشان نمی‌دهد. برای نمونه، از اوت ۲۰۱۴ به بعد، جایگاه هواپیماهای امپراتور ژاپن و نخست‌وزیر آن کشور دیده نمی‌شود. این کار به درخواست وزارت دفاع ژاپن انجام شد. این یعنی، این دو هواگرد، دیگر جایگاه خود را به صورت برخط یا به وبگاه نمی‌فرستد.

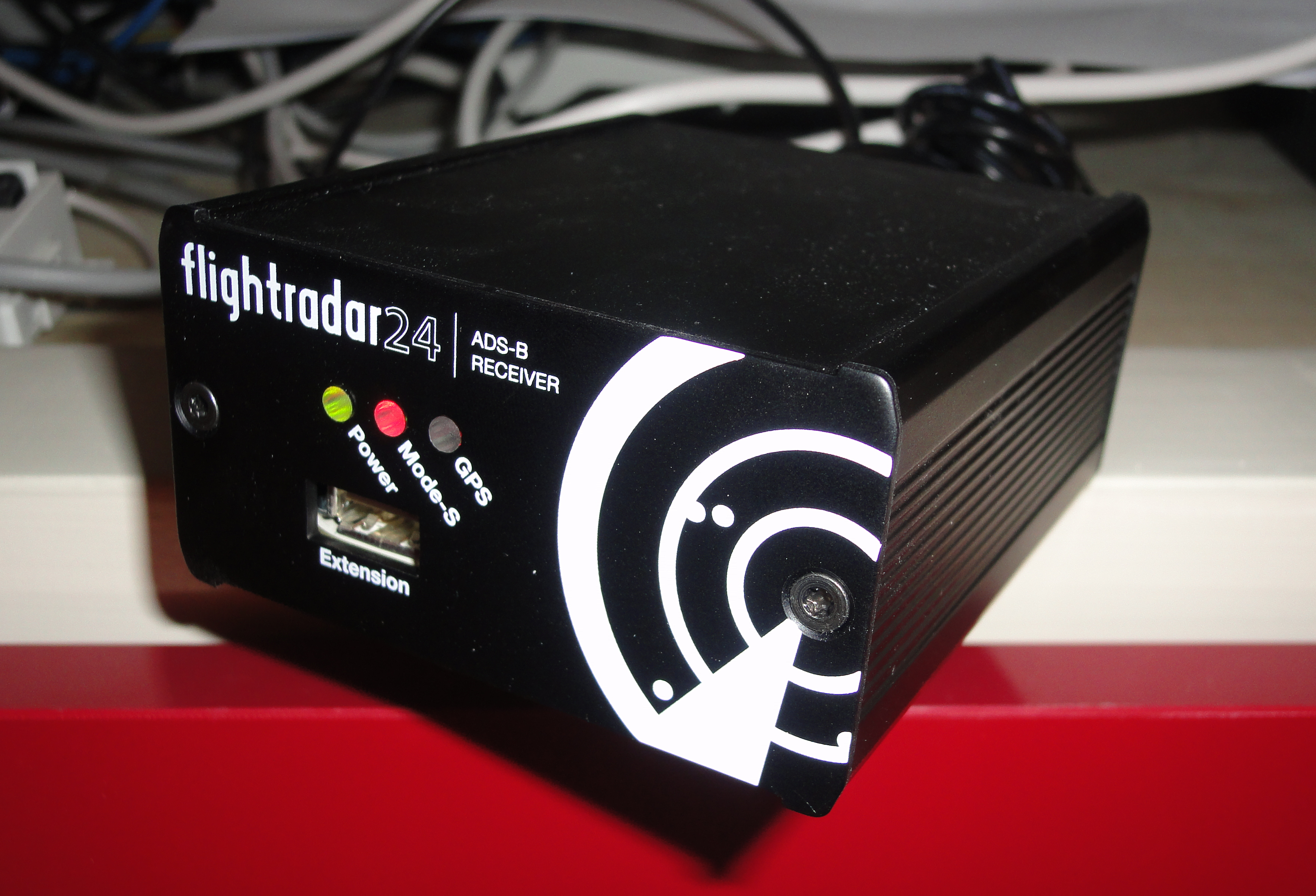
جعبه گیرنده ADS-B فلایت رادار ۲۴

## چگونگی کارکرد
این وبگاه اطلاعات خود را از سه منبع زیر بدست می‌آورد:
1. ناوبری هذلولوی
2. اداره هوانوردی فدرال
3. ای‌دی‌اس-بی